# Apalonia antestricta
Apalonia antestricta (лат.) — вид жуков-стафилинид рода Apalonia из подсемейства Aleocharinae. Французская Гвиана.

## Описание
Мелкие коротконадкрылые жуки. Длина тела 1,9 мм. Блестящее чёрное тело; чёрные усики с двумя базальными антенномерами и основанием третьего жёлто-коричневые; ноги красновато-жёлтые. Глаза при виде сверху короче заглазничной области. Второй антенномер такой же длины, как первый, третий короче второго, от четвертого до десятого поперечные. Пунктировка головы не очень заметна. Зернистость переднеспинки и надкрылий мелкая и очень поверхностная. Этимология: название нового вида показывает, что у него гораздо более узкая переднеспинка, чем надкрылья.   Формула лапок 4-5-5. Голова с отчетливой шеей. Максиллярные щупики состоят из 4 члеников, а лабиальные щупики из 3 сегментов.
Вид был впервые описан в 2015 году итальянским энтомологом Роберто Пейсом (Roberto Pace; 1935—2017) по материалам из Южной Америки (Французская Гвиана).